# بوتليليس
بوتليليس إحدى بلديات ولاية وهران. تبلغ مساحتها حوالي 135.97 كيلو مترا مربعا، ووفقا لتعداد عام 1998 يبلغ عدد سكانها 17599.